# Berberis incerta
Berberis incerta är en berberisväxtart som först beskrevs av Friedrich Karl Georg Fedde, och fick sitt nu gällande namn av J.S. Marroquín. Berberis incerta ingår i släktet berberisar, och familjen berberisväxter. Inga underarter finns listade i Catalogue of Life.